# Jaula de Grillos
Jaula de Grillos es un grupo madrileño formado en 2006 por Alberto Miguel Ferrero (voz, guitarra acústica), Jacobo Suárez de Tangil (guitarras, mandolina), Juan Rizo (bajo, coros), Óscar Hoyos (batería, coros) y David Navarro (guitarra rítmica). Tras la salida del grupo de David y Jacobo se unieron a la formación Álvaro Quesada (guitarra rítmica) y Toni Sarmiento (guitarra solista).

## Historia del grupo
Aunque el nacimiento oficial de Jaula de Grillos se produjo en marzo del 2006 sus raíces se cimentaron años atrás durante su época anterior en el grupo In Albis. Bajo dicho nombre Juan, David, Jacobo y Alberto lograron cumplir muchos de sus objetivos: grabaron varias maquetas y tocaron en salas prestigiosas de la capital. Pero aún no habían logrado su mayor ambición: lanzar un disco al mercado.
2007
Completados por su nuevo batería, Óscar Hoyos, decidieron renovar aires y comenzar una nueva etapa, plasmando el cambio bajo un nuevo nombre. Sony BMG apostó por ellos, y el 17 de abril de 2007 salió al mercado su primer disco, homónimo de la banda, producido por Fernando Montesinos (La Pulquería, Pereza) y que contó con la colaboración de Bori Alarcón (técnico referencia en el panorama internacional). El disco se situó entre los 50 discos más vendidos de España en su primera semana en venta y disfrutó de una buena acogida por la crítica, siendo nominados a Mejor Artista Revelación en los Premios 40 Principales. También fueron elegidos Mejor Grupo Revelación por la cadena MTV y representaron a España en la categoría internacional 'New Sounds Of Europe' en los MTV Europe Music Awards (MTV EMA), compitiendo con 18 grupos de Europa.
2008
Durante este año, compaginando con su gira, tuvieron la oportunidad de grabar un 'jingle' para la operadora de telefonía móvil 'Más Móvil' titulado 'Quiero Más'. Además de esa canción sacaron como sencillo en solitario la canción 'Veinte Años' (posteriormente incluida en el álbum 'Polos Opuestos') que, a su vez, fue la canción principal de la campaña de promoción del videojuego para PSP Play Chapas. Este tema fue elegido para la cabecera del programa conmemorativo de Telemadrid, denominado "20 años de Emociones". Por último, tuvieron la oportunidad de formar parte de un disco tributo al cantautor mexicano Juan Gabriel, grabando una versión de la canción 'Abrázame muy fuerte' que fue incluida en el álbum 'Amo al divo de Juárez', junto a grupos de primer nivel del panorama mexicano como Allison, Panda o Jaguares, o los españoles Los Planetas.
2009
Tras más de dos años componiendo y maquetando, Jaula de Grillos lanzó al mercado nacional su segundo álbum: 'Polos Opuestos', publicado por Sony Music en junio de 2009 y producido por Óscar Clavel. En 'Polos Opuestos' encontramos canciones que, sin salir del género Pop, exploran varios tipos de sonido pasando de la balada de corte clásico a canciones que van intercalando importantes arreglos corales, beats cercanos a la música disco, guitarras con contundentes frases rock, estribillos power-pop, ambientes más acústicos y hasta el uso de sintetizadores. Otro aspecto a destacar es la importante producción de la que disfruta el disco, con nombres tan importantes como Nigel Walker (El Canto del Loco, La Oreja de Van Gogh, Pereza), Gonzalo Lasheras (productor entre otros de La Sonrisa de Julia), Tito Dávila y la colaboración de Xabi San Martín (La Oreja de Van Gogh) en el segundo corte del disco. Todo ello dirigido, mezclado y masterizado por Óscar Clavel (Savia, Sôber).
Durante su gira de verano varios miembros del grupo llevaron a cabo una acción de promoción junto a HERZIO y T-RETO: sobrevivir durante toda la gira con 5 euros al día. Todos los vídeos de la aventura están disponibles en:
http://www.t-reto.com/comunidad.php?id=257 (enlace roto disponible en Internet Archive; véase el historial, la primera versión y la última).
A finales del 2009, David Navarro, guitarra rítmica de la banda, abandonó el grupo por motivos personales dejando a los 4 miembros restantes como la formación oficial de la banda. 
El sitio de David Navarro fue ocupado por Álvaro Quesada, viejo amigo del grupo.
2012
Tras 3 años de componiendo y ofreciendo conciertos por toda la península la banda llega a un acuerdo para abandonar Sony Music. Para su nuevo álbum, el cuarteto trabajó su propio sonido de forma autónoma e independiente. El resultado es un trabajo producido por Jacobo Suárez de Tangil y fue publicado por Warner Music.
Jaula de Grillos presentó “Somos más Ep”, seis canciones que supusieron un nuevo paso en su carrera. Un álbum variado en el que, sin salir del género Pop, la formación presentó una apuesta con una combinación de estribillos rotundos y sólidas bases musicales. Canciones como “Nunca conoció a Julieta” muestran su lado más roquero y agresivo, con momentos de gran intensidad y tensión ambiental. En el otro lado de la balanza oímos cortes como “Quién”, en el que se pone de manifiesto su faceta más adulta. Una composición profunda y cuidada en la que combinan momentos acústicos y de piano con puntas de melodías más arriesgadas. Por último, y contando con la colaboración de Dani Marco (“Despistaos”), destaca en el medio tiempo “Mil pedazos”. 
El primer sencillo de su tercer trabajo, llamado como el propio Ep, “Somos más”, fue la carta de presentación para esta etapa: canción uptempo con un ritmo y mensaje optimista. La cita de Maquiavelo con la que presentan el disco define el trasfondo de la letra: “Todos ven lo que aparentamos, pocos lo que somos”. “Somos más” llegó a los oídos de la organización de las Jornadas Mundiales de la Juventud (JMJ), quienes no dudaron en utilizarla como cabecera de sus campañas en la visita del Papa Benedicto XVI a Madrid. La repercusión no tardó en llegar; miles de visitas en sus canales de Youtube, mensajes de apoyo desde todos los rincones del planeta y peticiones de que se grabase una versión internacional por el propio grupo, lo que dio paso a “We are more”, tema incluido también en el disco.
El 29 de mayo de 2012 Jaula de Grillos comenzó su nuevo proyecto de la mano de Warner Music.
2017
Tras varios años compaginando su carrera musical con otros proyectos (personales y profesionales) la formación decidió aparcar la actividad profesional, aunque sin por ello disolver el grupo. Esta decisión provocó la salida de Jacobo. Al cumplirse 10 años del lanzamiento de su primer disco el grupo ofreció un único concierto de celebración en la sala Arena de Madrid. El concierto se grabó en DVD y para el mismo contaron con Toni, que ya llevaba varios conciertos actuando con ellos. También les acompañó al teclado Rodrigo Septién y en el concierto cantó Jaime Terrón (Melocos). Durante este concierto presentaron una nueva canción llamada 'Suéñame'.
2021 y actualidad
En la vuelta a la normalidad varios festivales quisieron contar con Jaula de Grillos para sus carteles del verano del 21. Así, la banda actuó el 25 de junio en la primera edición del festival Mad Beach Club, formando cartel junto a Marlon, Alex Wall y Modo Avión. El 3 de agosto participaron en el prestigioso festival internacional Starlite Catalana Occidente de Marbella junto a viejos conocidos como David Otero y Despistaos. Por último, cerraron el verano el 9 de septiembre con una actuación junto a Pignoise, en el Push Play Festival de Madrid.
Esta vuelta a los escenarios les motivó a volver a componer, materializándose en el lanzamiento del sencillo 'Bengalas' en mayo de 2022. Este tema es el primer trabajo de estudio de la banda en 10 años y tuvo una buena acogida en las plataformas digitales. 
En febrero de 2023 lanzaron un nuevo sencillo, 'Lennon'. Al igual que 'Bengalas' la producción corrió a cargo de Fernando Boix. El 21 de abril de 2023 darán un concierto de presentación de estos nuevos sencillos en la sala Copérnico de Madrid.

## Miembros
- Alberto Miguel Ferrero (voz, guitarra acústica)
- Juan Rizo Martín de Serranos (bajo, coros)
- Óscar Hoyos (batería, coros)
- Álvaro Quesada (guitarra rítmica)
- Antonio Sarmiento (guitarra solista)

### Exmiembros
- Jacobo Suárez (guitarra solista)
- David Navarro (guitarra rítmica)

## Discografía
- Jaula de Grillos (2007)

- Polos Opuestos (2009)

- Somos Más EP (2012)

### Sencillos
- 746.

- Adiós.

- Veinte años (Tema principal del juego Play Chapas).

- Todo lo que tengo.

- Somos Más

- Mil pedazos

- Bengalas

### Álbumes
- Jaula de grillos; año de lanzamiento 2007 y producido por Sony/BMG Music Entertainment

| #  | Título            |
| -- | ----------------- |
| 1  | Dos gotas de mar. |
| 2  | 746.              |
| 3  | Tu canción.       |
| 4  | Luces de Madrid.  |
| 5  | No pidas perdón.  |
| 6  | Pop chicle.       |
| 7  | Adiós.            |
| 8  | Una carta.        |
| 9  | Bajar el telón.   |
| 10 | Tú y yo.          |
| 11 | La primera vez.   |

- Polos Opuestos; año de lanzamiento 2009 y producido por Sony Music Entertainment

| #  | Título                    |
| -- | ------------------------- |
| 1  | Todo lo que tengo.        |
| 2  | Otra noche en Nueva York. |
| 3  | Mil pedazos.              |
| 4  | Dos mil tres.             |
| 5  | Veinte años.              |
| 6  | Quince de septiembre      |
| 7  | Despídete.                |
| 8  | Lara.                     |
| 9  | Quererte odiar.           |
| 10 | Polo Rojo.                |
| 11 | Tu frase preferida.       |
| 12 | Mi guerra y mi paz.       |

- Somos Más EP; año de lanzamiento 2012 y licenciado por Warner Music Spain

| # | Título                                        |
| - | --------------------------------------------- |
| 1 | Somos más.                                    |
| 2 | Nunca conoció a Julieta.                      |
| 3 | Quién.                                        |
| 4 | Prometo llorarte.                             |
| 5 | Mil pedazos (junto a Dani Marco, Despistaos). |
| 6 | We are more (bonus track)                     |